# Bewachungserlaubnis
Die  Bewachungserlaubnis bezeichnet in Deutschland die behördliche Erlaubnis, gewerblich fremdes Leben oder Eigentum zu bewachen. Die gesetzliche Grundlage hierfür findet sich im § 34a Gewerbeordnung sowie in der Bewachungsverordnung. Je nach Tätigkeit wird entweder die Unterrichtung nach § 34a Abs. 2 Nr. 1 GewO oder die Sachkundeprüfung nach § 34a Abs. 2 Nr. 2 GewO gefordert. Die Bewachungserlaubnis wird durch die zuständige Gewerbebehörde beispielsweise das Ordnungsamt erteilt.

## Unterrichtung
Die Unterrichtung nach § 34a GewO wird nur durch die IHK durchgeführt und stellt grundsätzlich die Mindestvoraussetzung für eine Tätigkeit im Bewachungsgewerbe dar. Für Sicherheitspersonal sind hier 40 Unterrichtseinheiten à 45 Minuten vorgesehen.
Unterrichtungen werden in deutscher Sprache durchgeführt. Daher sind ausreichende Sprachkenntnisse Voraussetzung sowohl für die Anmeldung, als auch die Teilnahme am Unterrichtungsverfahren. Die Sprachkenntnisse müssen mindestens auf dem Kompetenzniveau B1 des Gemeinsamen Europäischen Referenzrahmens liegen (§ 6 Abs. 1 BewachV). Kammern behalten sich vor, die Sprachkenntnisse zu überprüfen und Teilnehmern mit nicht ausreichenden Sprachkenntnissen den Unterrichtungsnachweis zu versagen. Weitere Voraussetzungen sind ein Mindestalter von 18 Jahren sowie ein einwandfreies polizeiliches Führungszeugnis.
Durch mündliche und schriftliche Verständnisfragen wird getestet, ob die Teilnehmer sowohl mit den notwendigen rechtlichen Vorschriften und fachspezifischen Pflichten, als auch den Befugnissen sowie deren praktischer Anwendung vertraut sind.
Darüber hinaus besteht eine 100-prozentige Anwesenheitspflicht (§ 6 Abs. 2 BewachV).
Die Unterrichtung wird unter anderem für folgende Tätigkeiten benötigt:
- Objekt- und Werkschutz
- Streifendienst
- Geld- und Werttransport
- Sicherheitskurierdienste
- Empfangsdienst im Objektschutz, siehe auch Pförtner
- Veranstaltungsschutz (z. B. Ordnertätigkeiten)
- Personenschutz
- Ermittlungsdienst

## Sachkundeprüfung
Die Sachkundeprüfung nach § 34a GewO wird durch die örtliche IHK durchgeführt, sie ist in einen schriftlichen Teil von 120 Minuten sowie einen mündlichen Teil (Einzel- oder Gruppenprüfung, 15 Minuten je Teilnehmer) aufgeteilt. Die Sachkundeprüfung ist erforderlich für Kontrollgänge im öffentlichen Verkehrsraum oder in Hausrechtsbereichen mit tatsächlichem öffentlichen Verkehr (beispielsweise Fußgängerzonen, öffentliche Parks) oder Einkaufszentren (sog. Citystreifen), für Kaufhausdetektive (Schutz vor Ladendieben) oder Türsteher/Einlasskontrolle bei gastgewerblichen Diskotheken oder bei Tätigkeit in Leitender Funktion bei der Bewachung von Flüchtlingsunterkünften/Erstaufnahmeeinrichtungen und Leitender Funktion bei zugangsgeschützten Großveranstaltungen. Ebenso wird die Sachkundeprüfung zwingend vorgeschrieben für Inhaber (Einzelinhaber) einer Bewachungsfirma oder Geschäftsführer einer GmbH, welcher für die Durchführung von Bewachungsaufgaben zuständig ist.
Inhalte der Sachkundeprüfung
- Recht der öffentlichen Sicherheit und Ordnung
- Bürgerliches Gesetzbuch
- Straf- und Verfahrensrecht
- Unfallverhütungsvorschrift Wach- und Sicherungsdienste
- Umgang mit Menschen, insbesondere Verhalten in Gefahrensituationen, Deeskalationstechniken in Konfliktsituationen und interkulturelle Kompetenz
- Grundlagen der Sicherheitstechnik
- Gewerberecht
- Datenschutz
- Umgang mit Verteidigungswaffen
- Betäubungsmittelgesetz

## Befreiung
Von der Sachkundeprüfung generell befreit sind Personen, die einen für das Bewachungsgewerbe einschlägigen Berufsabschluss nachweisen können, unter anderem Fachkräfte für Schutz und Sicherheit/Servicekraft für Schutz und Sicherheit oder IHK geprüfte Schutz und Sicherheitskraft (alt Werkschutzfachkräfte), bzw. Meister für Schutz und Sicherheit (alt Werkschutzmeister).
Weiterhin sind Personen befreit, die erfolgreich Abschlüsse im Rahmen einer Laufbahnprüfung mindestens für den mittleren Polizeivollzugsdienst, den mittleren Justizvollzugsdienst, für den mittleren Zolldienst (mit Berechtigung zum Führen einer Waffe) sowie für Feldjäger der Bundeswehr erworben haben.
Für Personen, die am 1. Januar 2003 seit mindestens drei Jahren befugt und ohne Unterbrechung im Bewachungsgewerbe tätig waren, gilt der Nachweis der Sachkundeprüfung gemäß § 23 Abs. 2 der Bewachungsverordnung als erbracht.
Des Weiteren führt eine erfolgreich absolvierte Sachkundeprüfung im Bewachungsgewerbe zu einer Befreiung von der Unterrichtung nach § 34a GewO.